# بيزنسون
بِزَنْصُون أو بِزَنصة أو بِزُنْشُون أو (نقحرة: بيزنسون) (بالفرنسية: Besançon) هي مدينة تقع في شرق فرنسا. تقع في دوبس وهي عاصمة فرانش كونتيه. لعبت المدينة دورا هاما في العصور الرومانية وجعلت منها التضاريس الجغرافية معقلاً عسكرياً هاماً في شرق فرنسا خاصة أنها على الحدود مع سويسرا وهي أيضاً مركز سياسي وعاصمة دينية.
أعلنت كأكثر مدينة خضراء في فرنسا لكثرة وتنوع أشجارها.
لدى مدينة بِزَنصُون تراث غني تاريخياً وثقافياً ومعمارياً ووضعت على لائحة التراث العالمي ومدينة بِزَنصُون هي مقر ولادة فيكتور هوجو.

## قلعة بِزَنصُون
قلعة بِزَنصُون بناها سيباستيان فوبان 1678–1771 ويزورها حوالي 250000 زائر سنوياً وهي المكان الأكثر زيارة في فرانش كونتيه ويغطي عدة هكتارات وتقع فوق قمة سانت ايتيان على ارتفاع بين 330 و 370 م. وتضم القلعة متحف للمقاومة الفرنسية ضد ألمانيا النازية ومتحف الحياة المحلية ومتحف أثري وحديقة حيوانات التي تنتشر في جميع أرجاء القلعة.

## التوأمة
- المملكة المتحدة : هدرسفيلد (منذ 1955)
- ألمانيا : فرايبورغ (منذ 1959)
- إيطاليا : بافيا (منذ 1964)
- إسرائيل : الخضيرة (منذ 1964)
- سويسرا : نيوشاتل (منذ 1975)
- بوركينا فاسو : دورولا (منذ 1985)
- فنلندا : كووبيو (منذ 1986)
- ساحل العاج : مان (منذ 1991)
- روسيا : تفير (منذ 1996)
- رومانيا : بيستريتسا (منذ 1997)
- بولندا : بيلسكو بيالا (منذ 2000)
- الولايات المتحدة : شارلوتسفيل، فيرجينيا (منذ 2006)

## الديانات

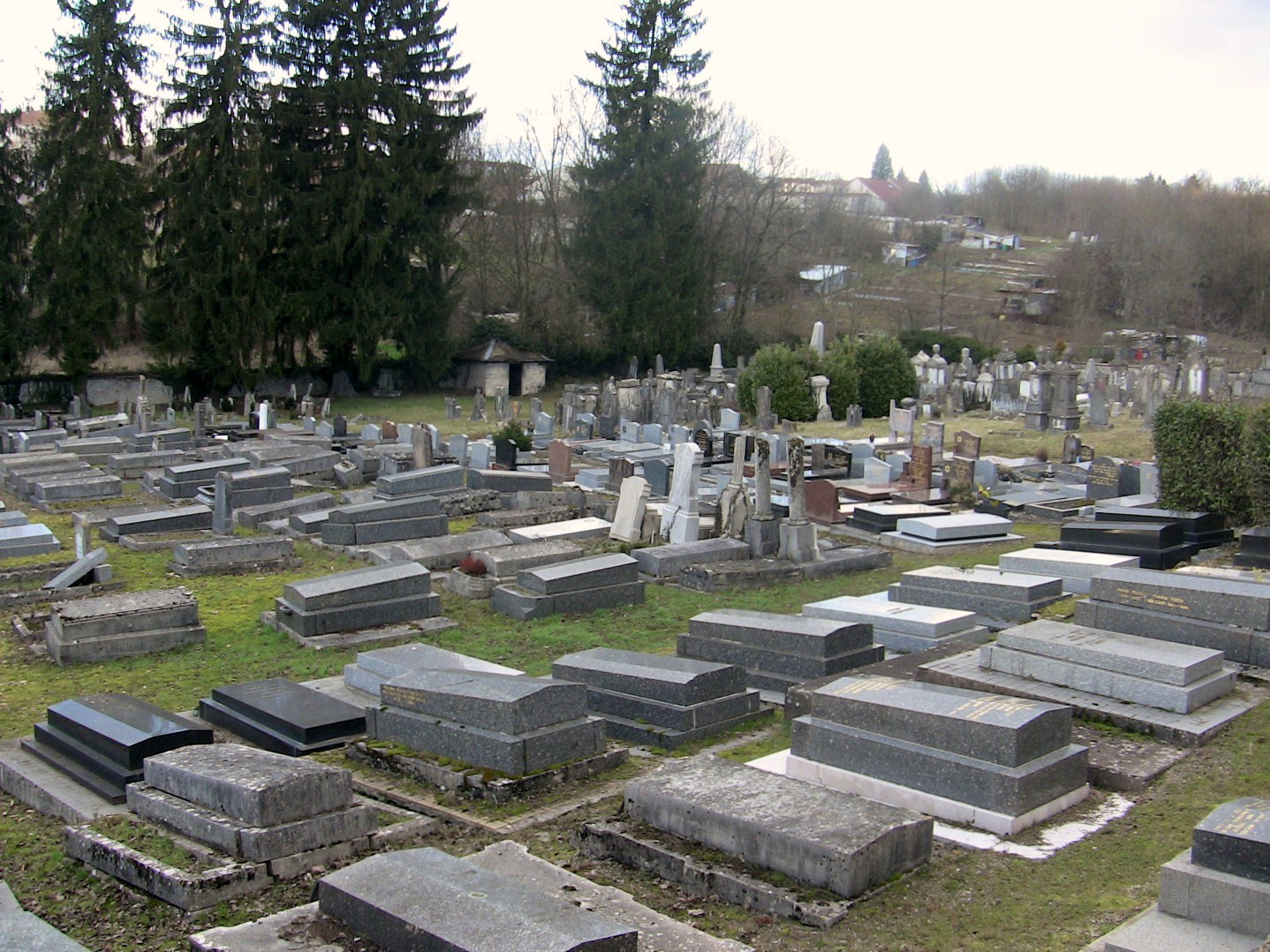
مقبرة يهودية في بيزنسون

### المسيحية
تمثل المسيحية الدين الأكبر الموجود في المدينة حيث يوجد العشرات من الكنائس المنتشرة فيها وفي ضواحيها، منها ما يعتبر كأثر وطني لقدمها وقداستها عند الطائفة المسيحية مثل كاتدرائية سان جاك بِزَنصُون التي بنيت بين القرن الثاني عشر والقرن الثامن عشر.

### الإسلام
أما الإسلام فيعتبر أكبر الأقليات الدينية الموجودة في المدينة حيث وصل عدد المسلمين في المدينة إلى 15000 مسلم بما يعادل 13% من إجمال السكان، ويوجد في المدينة ثلاث مساجد كبرى وهي مسجد السنة بِزَنصُون ومسجد الفتح بِزَنصُون ومسجد مونترابون فونتان إيكو مع بضعة قاعات صلاة.

و وصل الإسلام إلى بِزَنصُون في فترة الحرب العالمية الثانية، ومنذ ذلك الوقت بدأ في الانتشار والتوسع.

### اليهودية
يرجع بداية تاريخ اليهود في بِزَنصُون إلى العصور الوسطى حيث كان يُجذبهم بالمدينة موقعها ونشاطها التجاري. وفي 1950، أدى وصول يهود شمال أفريقيا إلى إحياء الوجود اليهودي وأعطى له وجهاً آخر في المدينة. من أكبر الدلائل على مساهمة اليهود في بناء تاريخ بِزَنصُون هو كنيس بِزَنصُون والمقبرة اليهودية والقلعة اليهودية في بِزَنصُون.

### البوذية
وصلت البوذية إلى بِزَنصُون حوالي سنة 1970، ومنذ سنوات 1980، كان راهب بوذي كمبودي يأتي كل سنة للمدينة لإحياء الأعياد الدينية البوذية إلى جانب كونه دليل السياح والزوار البوذيين للمدينة، وأسس من ذلك الوقت مركز بِزَنصُون البوذي. ولكن تبقى البوذية إلى حد الآن أقلية صغيرة في المدينة.

## شخصيات مرتبطة ببِزَنصُون
أشتهرت بِزَنصُون بكونها كانت المنزل الأم لعدة شخصيات فرنسية مرموقة وهامة ومعروفة في المجتمع الفرنسي والعالمي ونذكر:
- من الشخصيات الأدبية المرتبطة بالمدينة: جان جاك بواسارد، فيكتور هوجو، بيير جوزيف برودون، شارل فورييه، تريستان برنار، شارل نودييه.
- ومن المخترعين السينيمائيين: أوغست و لوي لوميير.
- ومن الملحنين: كلود غوديمال
- ومن الدراجين: جون دو غريبالدي
- ومن الملاكمين: جان جوسلين وخيدافي دجيلخير
- ومن دي جي: غاسبارد أوجي
- ومن المخرجين: فرانسيس دوكيه
- ومن عازفي البيانو: فيليب كاسارد

## وسائل الإعلام
- راديوBIP

## الجوائز
تستهدف المدينة غالبا من الصحافة والإعلام لنوعية حياتها المتسمة بالرفاهية وأيضا لمساهماتها في الاختراعات وكونها سباقة لإستعمال التقنيات الحديثة في المجتمع ونذكر ما يلي:

### نوعية الحياة
- متحصلة على المركز الأول في المسابقة الوطنية العاصمة الفرنسية للتنوع البيولوجي لسنة 2010 أمام كل من رين وليل للمدن التي سكانها أكثر من 000 100 ساكن.
- الأولى في حالة السكان الصحية والخامسة في التصنيف العام (الترتيب الصحي للمدن) لسنة 2006.
- معروفة بأنها أول مدينة خضراء في فرنسا مع 204 م² من المساحات الخضراء لكل مواطن.
- أفضل عرض للنقل عن بعد داخل المقاطعة ب 47,8 كم في السنة ولكل مواطن.
- مصنفة بأنها الأولى في تحقيق «صور المدن».
- مصنفة الأولى في سنوات 1997 و1999 و2001 عبر صحيفة صا مانتيراس  في تحقيقها السنوي المعنون «أين يحلى العيش في فرنسا».
- متحصلة على المرتبة الثانية لأكثر مدينة رياضية في فرنسا لسنة 2001.
- متحصلة على المرتبة الثالثة من جملة 100 مدينة في تحقيق «أين أفضل معيشة في فرنسا» لسنة 2003.
- متحصلة على ثلاث وردات في مناظرة المدن و القرى المزهرة وبهذ حصلت على لقب مدينة مزهرة لسنة 2007.

### الاقتصاد والابتكارات الصناعية
- أول مدينة فرنسية تعتمد على شبكة حضرية من الاتصالات ذات موجة عريضة (ألياف بصرية)، وسميت شبكة ضوئية وذلك في سنة 1994.
- أول مدينة في العالم تتصل عبر الإنترنت في سنة 2000.
- أول ساعة كوارتز مصنوعة من قبل شركة ليب سنة 1971.
- الكأس الوطني من أكديمية فنون الشارع لعملية إضاءة الشوارع بألوان وطرق مختلفة لسنة 2004.

### إجتماعية
- كأس 2002 للديمقراطية التشاركية على الحوار البناء والحضاري بين سكان المدينة على اختلافهم والموضوع منذ 1983.
- حمل لقب «مدينة الجسور» لتجسم معاني الأخوة والتضامن سنة 2004.
- اليونيسف تعتبر بيزانسون مدينة صديقة للطفل لسياستها المهتمة والمتركزة على الطفل.
- مصنفة الثانية على مجموع 22 مدينة فرنسية في موضوع اندماج ذوي الاحتياجات الخاصة في المجتمع وتوفير سبل الراحة لهم في كامل أرجاء المدينة.

## الصور

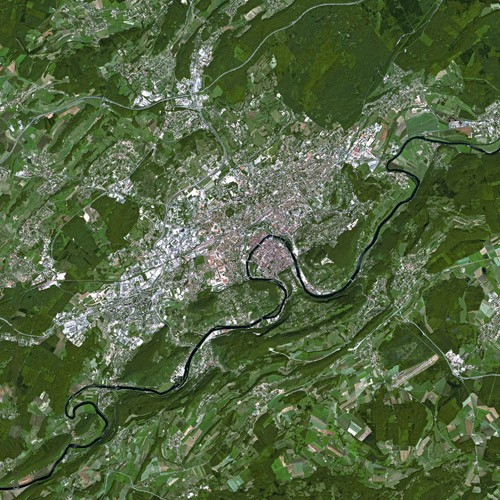
منظر جوي عبر القمر الإصطناعي
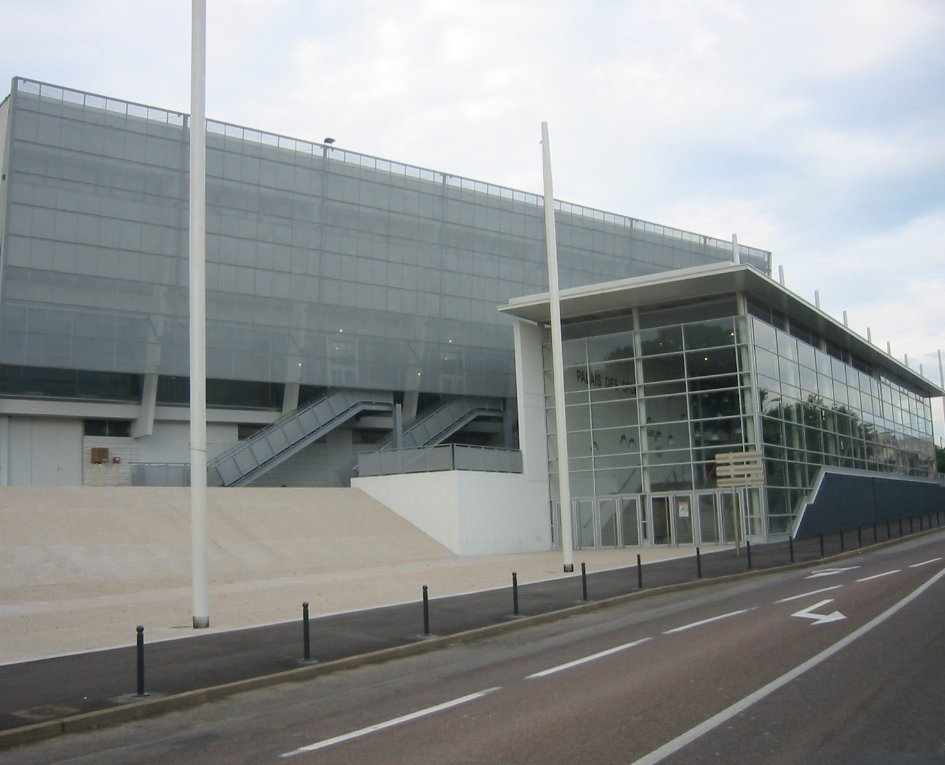
قصر الرياضة
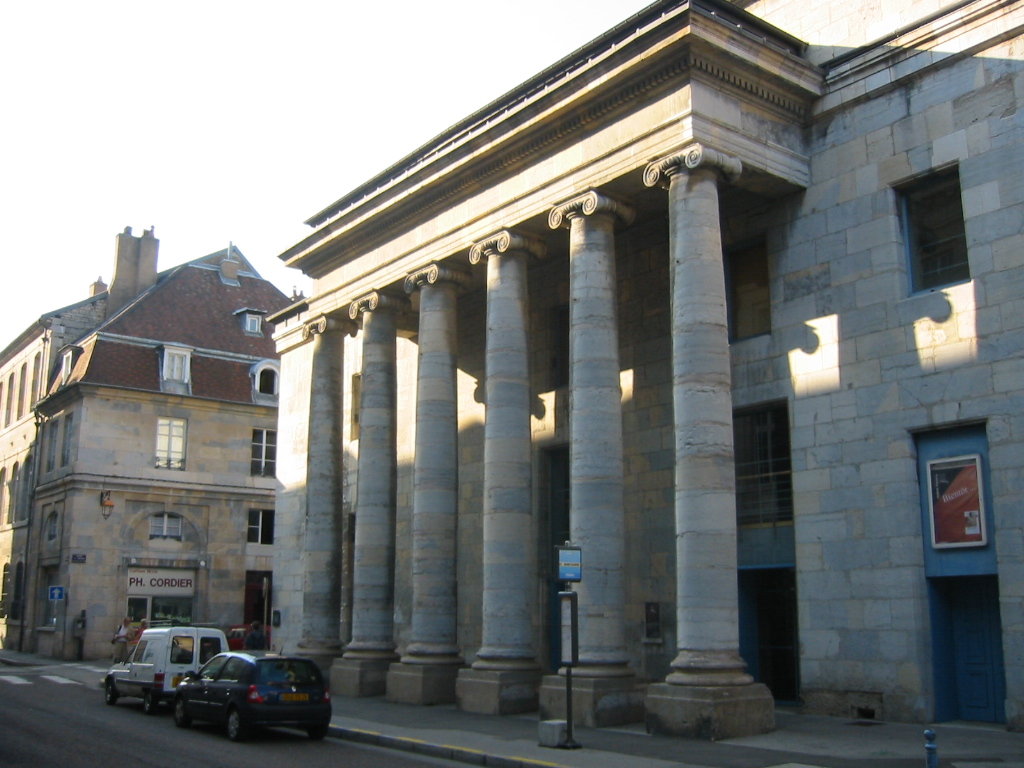
دار الأوبرا والمسرح
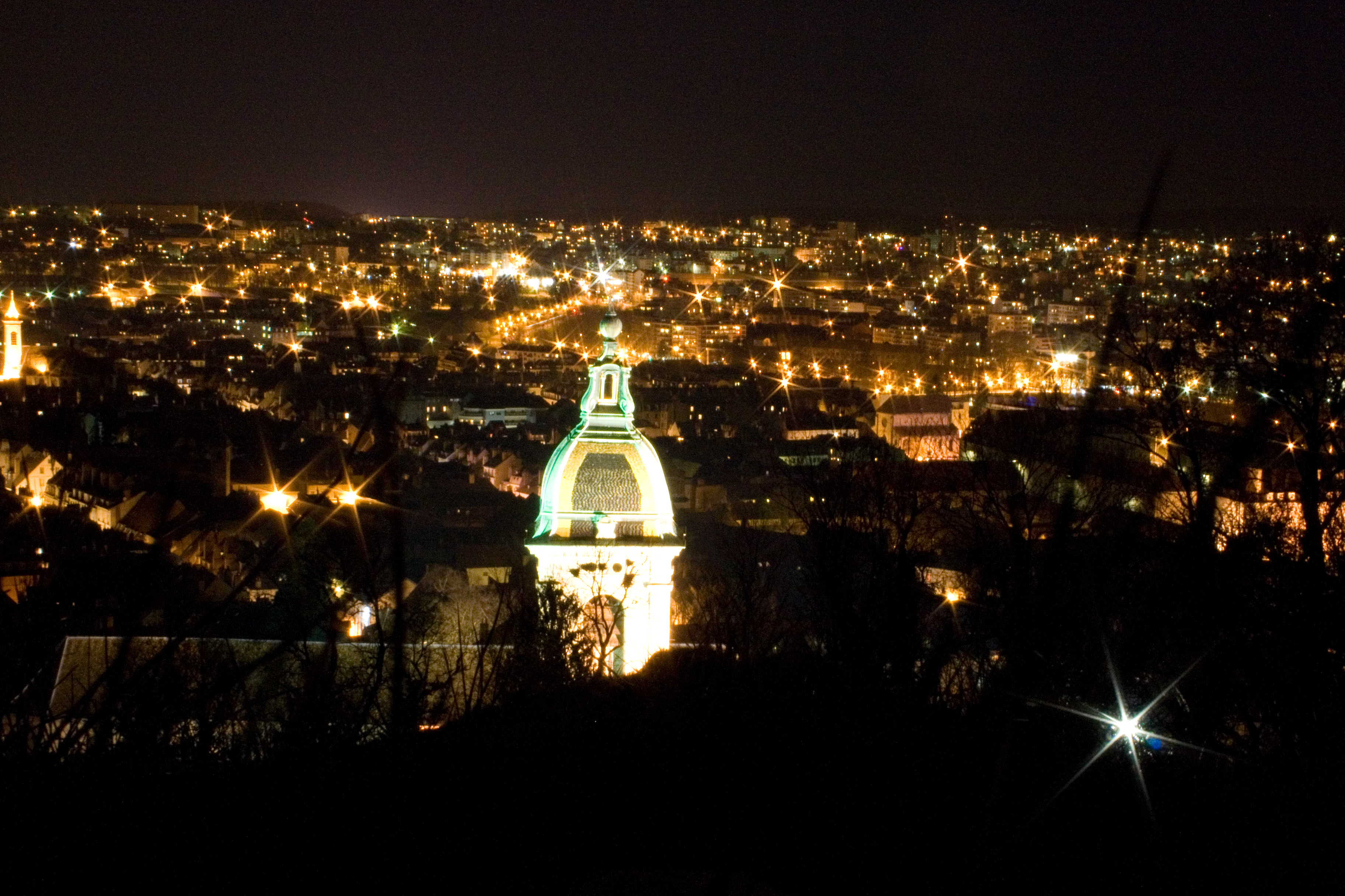
منظر ليلي لمدينة بِزَنصُون
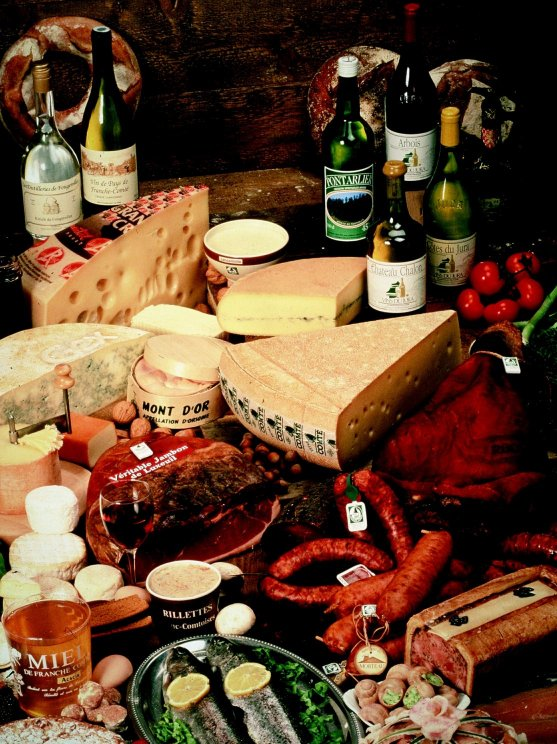
مأكولات أصلها من بِزَنصُون
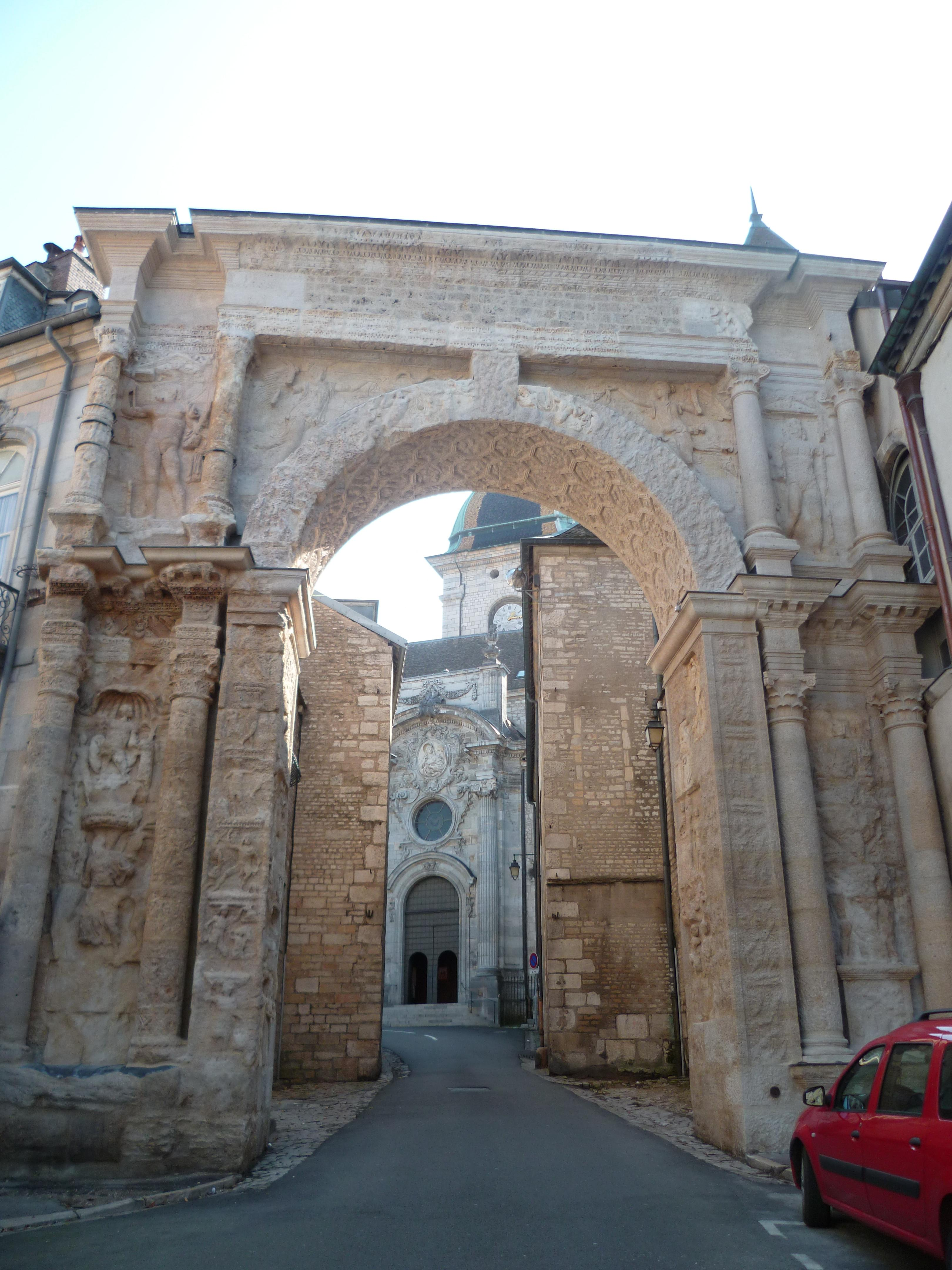
الباب الأسود ما تبقى من الحضارة الجالو-رومانية
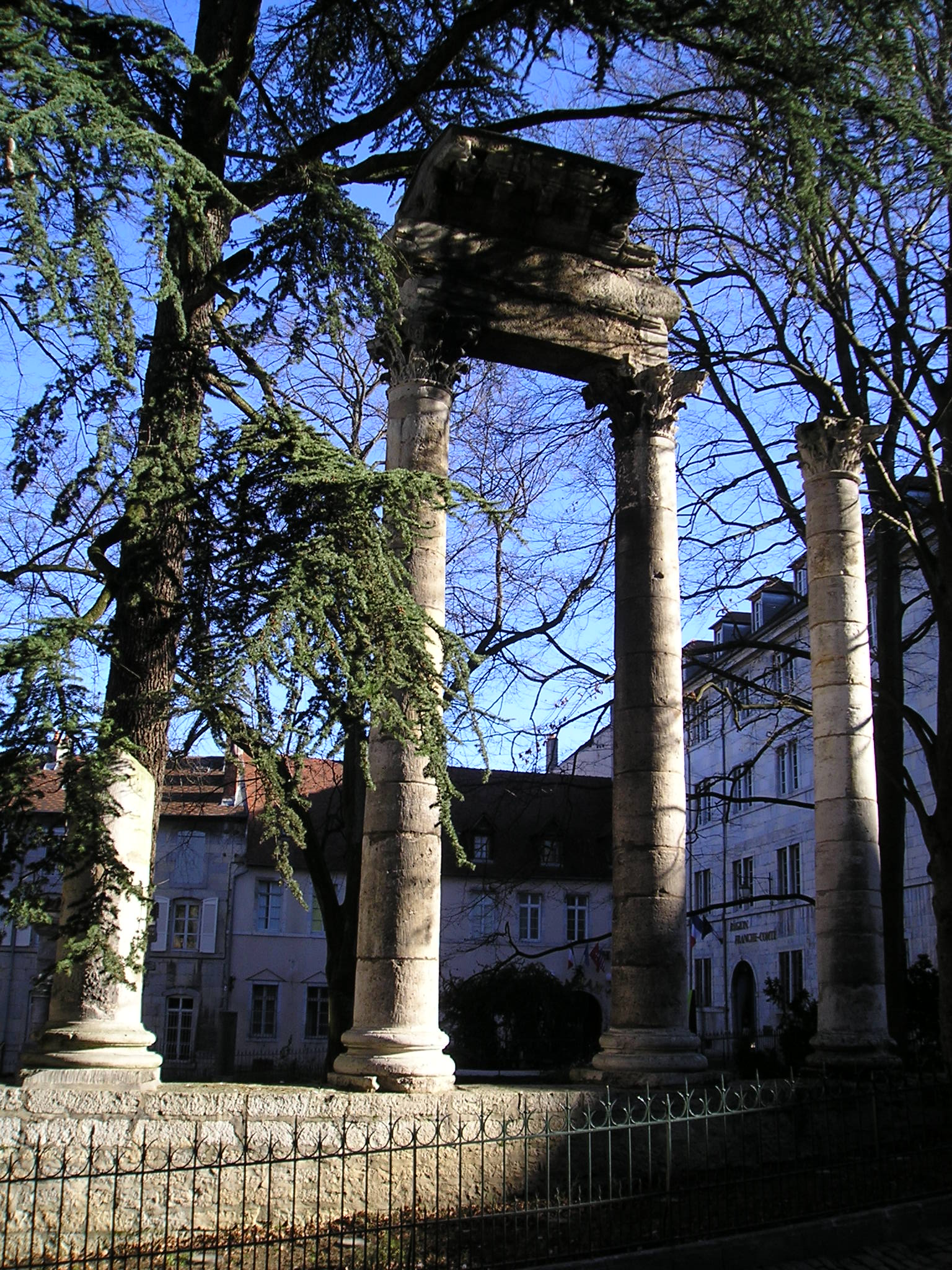
ساحة كاستن ما تبقى من الحضارة الجالو-رومانية
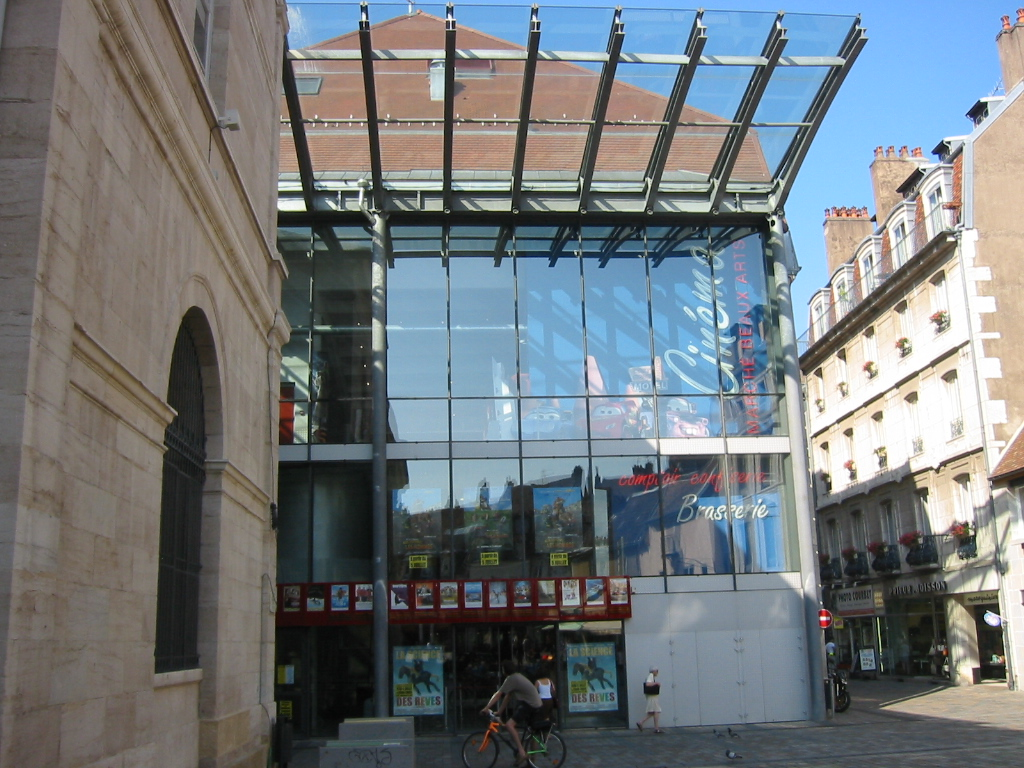
قاعة سينما الفنون الجميلة